# Tjuvholmen

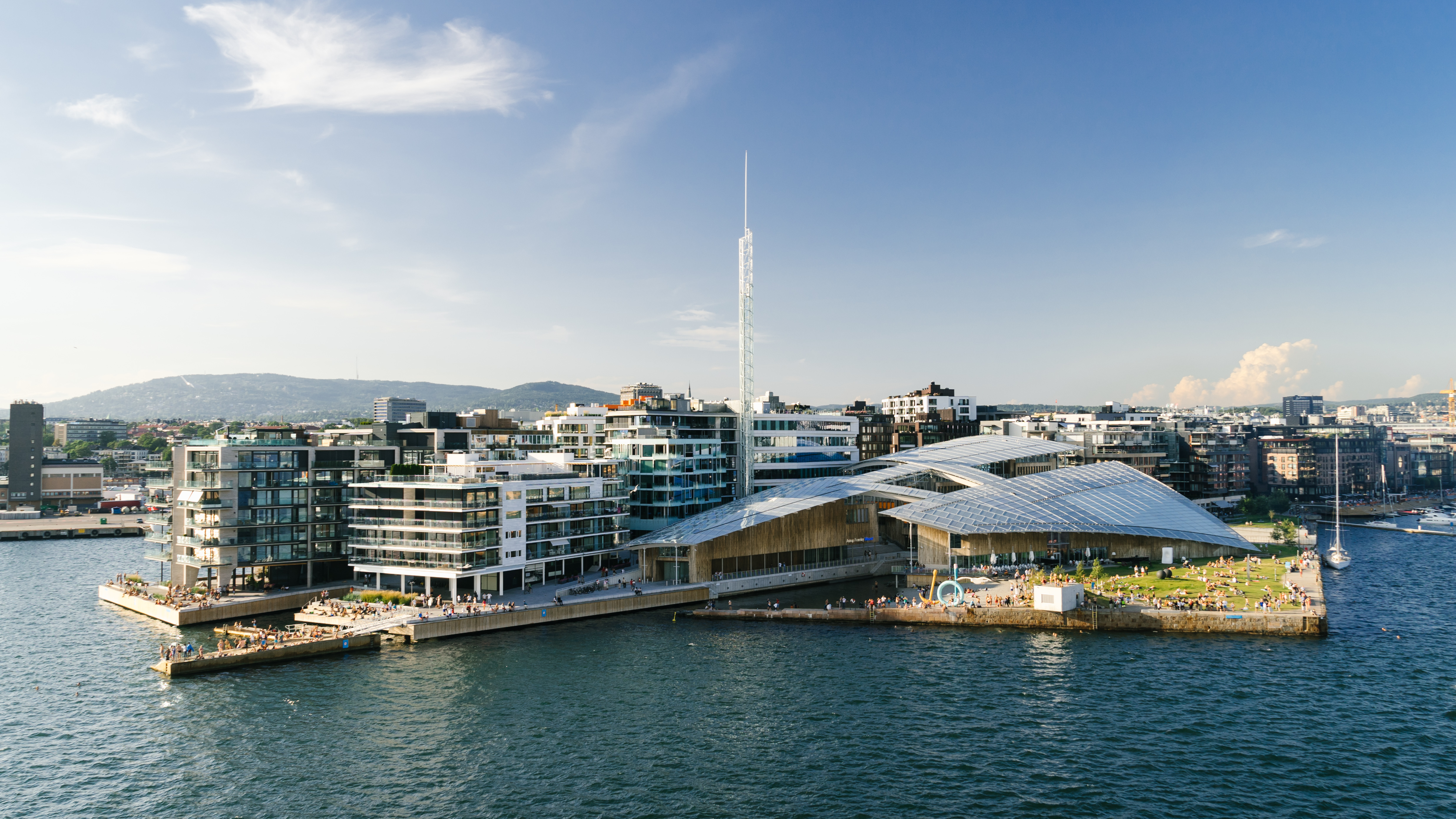
Blick auf Tjuvholmen

Tjuvholmen ist ein Stadtviertel im Osloer Stadtteil Frogner. Im 20. Jahrhundert wurde die Halbinsel zum Hafengebiet ausgebaut. Zwischen 2005 und 2014 wurde dort im Zuge des Fjordbyen-Projekts das neue Stadtviertel mit Wohn- und Büroflächen errichtet. Es leben rund 1500 Personen in Tjuvholmen.

## Geschichte

### Nutzung als Hafenfläche
Ab 1925 wurden auf der Halbinsel schrittweise Kaianlagen für den Hafen von Oslo gebaut. Zwischen 1959 und 1971 operierte die Reederei Fred. Olsen & Co. auf Tjuvholmen. Anschließend kamen die Aker-Solutions-Tochtergesellschaft Aker Engineering sowie die Staatliche Opernhochschule (Statens operahøgskole) und die Staatliche Balletthochschule (Statens balletthøgskole) nach Tjuvholmen.

### Umbau im Rahmen des Fjordbyen-Projekts
Tjuvholmen ist ein Teilbereich des Fjordbyen-Projektes, im Zuge dessen in der Kommune Oslo die Gebiete entlang des Oslofjords großflächig umgestaltet werden. Den Architektur-Wettbewerb für das grundsätzliche Bebauungskonzept in Tjuvholmen gewann im Jahr 2002 der Vorschlag Utsyn (deutsch Aussicht) des Architekturbüros von Niels Torp. Im Jahr 2004 verabschiedete der Stadtrat den übergeordneten Plan für Tjuvholmen.
2005 wurden die Hafentätigkeiten, die bis dahin noch in Tjuvholmen abgewickelt worden waren, an den Kneppeskjær-Pier in Sydhavna auf der Ostseite des Oslofjords verlegt. Zugleich wurde mit dem Bau von neuen Wohn- und Bürogebäuden begonnen, wovon 2007 die ersten fertiggestellt wurden. Der Bau des neuen Stadtviertels wurde im September 2014 beendet. Insgesamt wurden nach Angaben der Kommune rund 950 Wohnungen und 148.000 m² an neuem Innenraum sowie 1700 neue Arbeitsplätze geschaffen.

## Lage
Das Stadtviertel liegt am Oslofjord auf der Halbinsel Tjuvholmen im Westen der Bucht Pipervika. Im Nordosten grenzt das Stadtviertel Aker Brygge an, im Westen Filipstad. Die Gesamtfläche der ursprünglichen Halbinsel Tjuvholmen beträgt rund 5000 m², das heutige Tjuvholmen wird mit einer Fläche von rund 51.000 m² bemessen. Die Vergrößerung der Fläche wurde durch Aufschüttungen erreicht.
Das heutige Stadtviertel Tjuvholmen besteht aus drei Teilbereichen. Diese sind die Halbinsel Akerodden im Norden, Tjuvholmen südwestlich davon und die künstliche Insel Skjæret im Südosten. Die drei Bereiche sind durch Kanäle voneinander abgetrennt, über die Brücken führen. Diagonal durch Akerodden und Tjuvholmen führt die Tjuvholmen allé. Der Strand wurde teilweise als Badestrand angelegt.

### Akerodden
Die Halbinsel Akerodden liegt südöstlich von Aker Brygge. Auf der Halbinsel wurden unter anderem Büros, Wohnungen, Geschäfte und Hotels erbaut.

### Tjuvholmen
Tjuvholmen liegt südwestlich von Akerodden und südöstlich von Filipstad. Von Akerodden führt die Tjuvholmen allé über eine Brücke nach Tjuvholmen. Eine Brücke nach Filipstad ist in Planung. Auf Tjuvholmen wurden insbesondere Wohngebäude errichtet.

### Skjæret
Die künstliche Insel Skjæret liegt im Südosten des Stadtviertels. Im Jahr 2012 wurde dort das Astrup Fearnley Museum of Modern Art eröffnet. Das Museumsgebäude wurde vom italienischen Architekten Renzo Piano entworfen. Neben dem Museum befindet sich ein Skulpturenpark auf der Insel. Am Südende der Insel liegt der Strandbereich Tjuvholmen bystrand, ein im Jahr 2012 angelegter Badestrand.

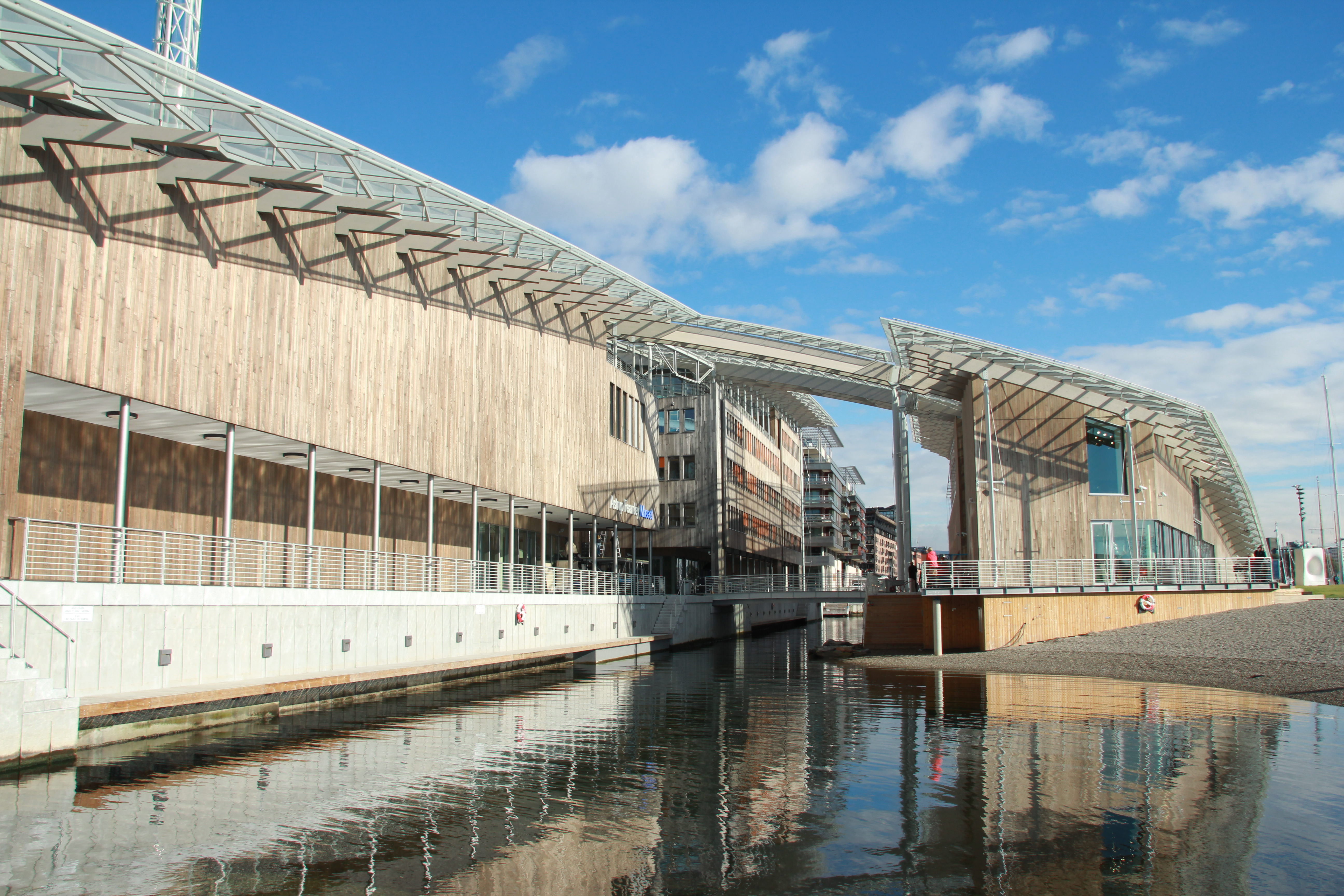
Astrup Fearnley Museum of Modern Art
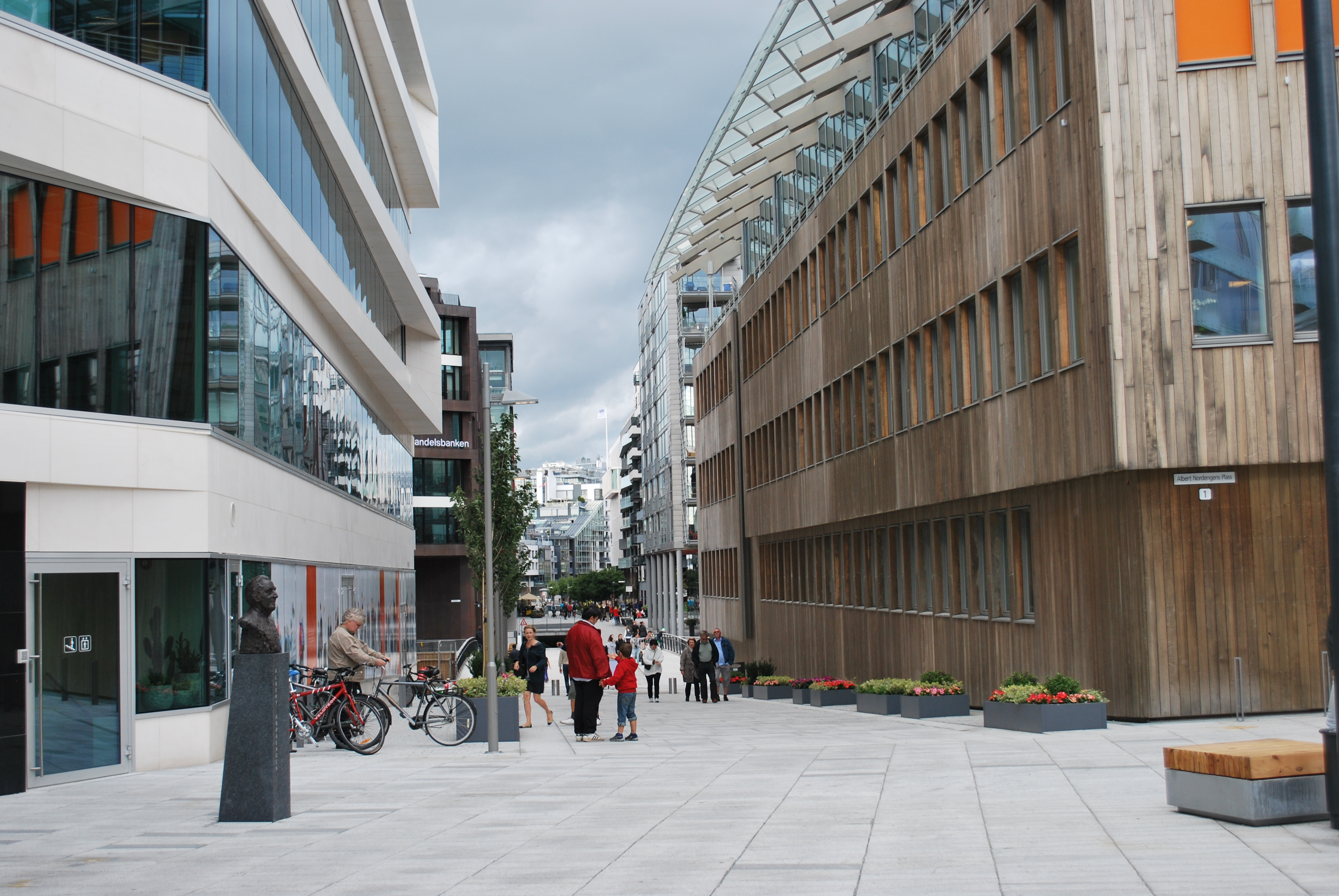
Tjuvholmen allé
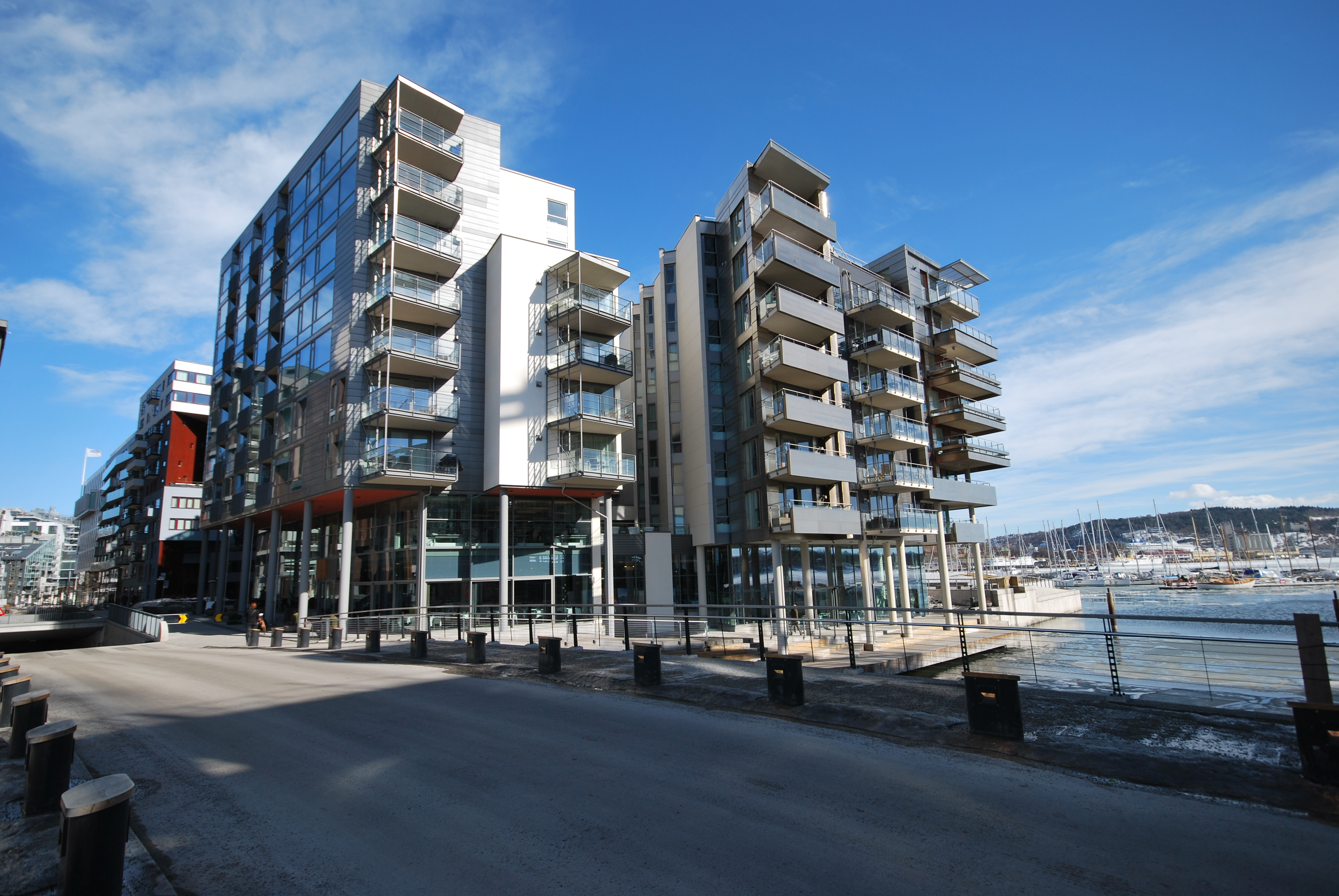
Brücke von Tjuvholmen auf Akerodden

## Name
Der Name setzt sich aus tjuv (deutsch „Dieb“) und holme (deutsch „Holm“ oder „Schäre“) zusammen. Dieser Name kommt in Norwegen mehrfach vor und bezieht sich meist auf Orte, die als Richtstätte genutzt wurden. Für Tjuvholmen in Oslo gibt es Dokumente aus dem Jahr 1730, die belegen, dass dort Diebe hingerichtet wurden.